# Lacougotte-Cadoul
Lacougotte-Cadoul är en kommun i departementet Tarn i regionen Occitanien i södra Frankrike. Kommunen ligger i kantonen Lavaur som tillhör arrondissementet Castres. År 2022 hade Lacougotte-Cadoul 178 invånare.

## Befolkningsutveckling
Antalet invånare i kommunen Lacougotte-Cadoul
| Referens: INSEE |